# Nokia Lumia 530
De Nokia Lumia 530 is een smartphone van het Finse bedrijf Nokia. Het is Nokia's eerste lowbudgettoestel met Windows Phone 8.1.
De Lumia 530 was beschikbaar in vier verschillende kleuren.

## Microsoft Lumia 532
De Microsoft Lumia 532 is de opvolger van de Lumia 530. In tegenstelling tot de Lumia 530 werd de Lumia 532 door Microsoft geproduceerd. Het probleem met opslag werd aangepakt en er zit een camera aan de voorzijde. Ook bevat de Lumia 532 de Glance scherm functie en de dubbele hoeveelheid RAM. De Lumia 532 was beschikbaar in vier verschillende kleuren.

## Problemen

### Gebrek aan opslag
Om kosten te besparen werd ervoor gekozen om slechts 4 GB aan opslag mee te leveren. Doordat Windows Phone 8.1 zelf ook al een deel in gebruik nam, was er nauwelijks opslag beschikbaar voor de gebruiker. Ook werd het daarmee vrijwel onmogelijk om veel apps te installeren op het snellere interne geheugen. Een microSD slot zat er wel op, maar is langzamer dan het interne geheugen. Vele waren boos door het gebrek aan opslag, vooral omdat de voorganger, de Lumia 520, wel 8 GB aan interne opslag had.

### Camera aan de voorzijde
De Lumia 530 bevat geen camera aan de voorzijde van het apparaat, ook wel een selfie camera genoemd. Dit maakte het vrijwel onmogelijk om te kunnen videobellen. Ook werd het daarmee moeilijk om een zelfportret te maken of de smartphone als spiegel te gebruiken.

### Gebrek aan RAM
Doordat de Lumia 530 slechts 512 MB aan RAM heeft, zijn er problemen met het laden van bepaalde apps. De meeste apps waren namelijk ontworpen voor de 1 GB aan RAM waar de duurdere toestellen mee kwamen. Desalniettemin werd het toestel goed ontvangen vanwege zijn lage prijspunt en door de populariteit van het toestel werden verschillende apps toch aangepast om beter te functioneren op deze en andere lowbudgettelefoons.

### Geen upgrade naar Windows 10 Mobile
Bij de laatste grote update van Windows Phone 8.1 (Update 2) werd de ondersteuning voor veel oudere Lumia's stopgezet, waaronder die van de Lumia 530. Dit betekende ook dat het toestel geen ondersteuning voor Windows 10 Mobile zou krijgen. In eerdere fasen werd er echter door Microsoft geëxperimenteerd met deze telefoons omdat hun doel was alle telefoons met Windows Phone 8.1 de upgrade te geven naar Windows 10 Mobile (v1511), zelfs als Update 2 niet was geïnstalleerd. Via het Windows Insider programma konden testversies van Windows 10 Mobile v1511 worden geïnstalleerd, en later ook de stabiele release. De update werd echter nooit officieel uitgerold omdat Microsoft beweerde dat de prestaties niet goed genoeg zouden zijn door de verouderde processor en het tekort aan RAM. Dit leidde tot veel kritiek omdat deze versie wel degelijk goed zou werken. Latere versies van Windows 10 Mobile, zoals de Jubileumupdate (v1607) werden in zijn algeheel niet ondersteund, ook niet via het Insider programma.

## Root access
In 2015 werd er door ethisch hacker Rene Lergner, beter bekend onder alias Heathcliff74, een hack ontwikkeld waardoor tweede generatie Lumia's met Windows Phone 8 konden worden geroot. Deze versie was nog niet compatibel met de Lumia Icon en Lumia 1520. Ook nieuwere Lumia's werkten niet. Via een applicatie genaamd Windows Phone Internals kon de bootloader worden ontgrendeld en werd het dus mogelijk om niet-geautoriseerde code uit te voeren. De ontdekkingen werden goed ontvangen door anderen, zo konden er aanpassingen gemaakt worden. Begin 2018 werd versie 2 uitgebracht die ook werkte met Windows 10 Mobile en de nieuwere Lumia's. Deze versie werd later open source.

## Specificaties
| Modellen                 | Modellen                      | Lumia 530                           |
| Introductie              | Introductie                   | 23 juli 2014                        |
| Originele OS versie      | Originele OS versie           | Windows Phone 8.1                   |
| Hoogste OS versie        | Officieel                     | Windows Phone 8.1 Update 2          |
| Hoogste OS versie        | Insider previews              | Windows 10 Mobile (1511)            |
| Productie codenaam       | Productie codenaam            | RM-1017/1018/1019/1020              |
| Specificaties            | Specificaties                 | Lumia 530                           |
| Afmetingen               | hoogte                        | 119,7 mm                            |
| Afmetingen               | breedte                       | 62,3 mm                             |
| Afmetingen               | dikte                         | 11,7 mm                             |
| Gewicht (g)              | Gewicht (g)                   | 129 g                               |
| Volume (cm3)             | Volume (cm3)                  | 86,8 cm3                            |
| Kleuren achterkant       |                               |                                     |
| Kleuren voorkant         |                               |                                     |
| Verwijderbare achterkant | Verwijderbare achterkant      | Ja                                  |
| Scherm                   | Scherm                        | Lumia 530                           |
| Diagonaal (inch)         | Diagonaal (inch)              | 4.0" (10,16 cm)                     |
| Resolutie (pixels)       | Resolutie (pixels)            | 480×854                             |
| Pixel dichtheid (ppi)    | Pixel dichtheid (ppi)         | 246                                 |
| Schermafmetingen         | hoogte                        | 88,0 mm                             |
| Schermafmetingen         | breedte                       | 50,0 mm                             |
| Screen-to-body-ratio     | Screen-to-body-ratio          | 58,60%                              |
| Kleurweergave            | Kleurdiepte                   | TrueColor 24-bit (16777216 kleuren) |
| Kleurweergave            | DCI-P3-kleurruimte            | Nee                                 |
| ClearBlack polarizer     | ClearBlack polarizer          | Nee                                 |
| Glance scherm            | Glance scherm                 | Nee                                 |
| Gorilla Glass            | Gorilla Glass                 | Nee                                 |
| On-screen taakbalk       | On-screen taakbalk            | Ja                                  |
| Super Sensitive Touch    | Super Sensitive Touch         | Nee                                 |
| Technologie              | Technologie                   | LCD                                 |
| Verversingssnelheid      | Verversingssnelheid           | 60 Hz                               |
| Geheugen/Processor       | Geheugen/Processor            | Lumia 530                           |
| RAM                      | RAM                           | 512 MB                              |
| Opslag                   | Opslag                        | 4 GB                                |
| Uitbreidbaar             | Uitbreidbaar                  | microSD, tot 128 GB                 |
| Processor                | System-on-a-chip              | Qualcomm Snapdragon 200 MSM8212     |
| Processor                | Bit                           | 32 bit                              |
| Processor                | Cores                         | Quad core                           |
| Processor                | Productie-procedé             | 28 nm                               |
| Processor                | ARM-instructieset             | v7                                  |
| Processor                | Kloksnelheid per core (GHz)   | 1,2                                 |
| GPU                      | GPU                           | Adreno 302                          |
| Connectiviteit           | Connectiviteit                | Lumia 530                           |
| Netwerken                | GSM                           | 850/900/1800/1900                   |
| Netwerken                | UMTS                          | Band 1/2/5/8                        |
| Netwerken                | LTE Advanced                  | Geen 4G                             |
| Bluetooth                | Bluetooth                     | 4.0                                 |
| Wifi                     | Wifi                          | b/g/n                               |
| NFC                      | NFC                           | Nee                                 |
| Gps                      | Gps                           | Ja                                  |
| GLONASS                  | GLONASS                       | Ja                                  |
| Sim                      | Aantal Sims                   | 1 of 2                              |
| Sim                      | Grootte                       | Micro-Sim                           |
| Connectoren              | Audio                         | 3,5mm audio jack                    |
| Connectoren              | Opladen/Gegevensoverdracht    | USB Micro-B 2.0                     |
| Connectoren              | Video                         | Nee                                 |
| FM Radio                 | FM Radio                      | Ja                                  |
| Miracast                 | Miracast                      | Nee                                 |
| Digitale TV              | Digitale TV                   | Nee                                 |
| Continuum                | Continuum                     | Nee                                 |
| Batterij                 | Batterij                      | Lumia 530                           |
| Capaciteit (mAh)         | Capaciteit (mAh)              | 1430                                |
| Model                    | Model                         | BL-5J 3,7V                          |
| Verwijderbaar            | Verwijderbaar                 | Ja                                  |
| Qi draadloos opladen     | Qi draadloos opladen          | Nee                                 |
| Batterijvermogen (uur)   | Standby                       | 528                                 |
| Batterijvermogen (uur)   | Muziek playback               | 51                                  |
| Batterijvermogen (uur)   | Video playback                | 5,5                                 |
| Batterijvermogen (uur)   | Video opname                  | n/a                                 |
| Batterijvermogen (uur)   | Wifi netwerk browsen          | 8,5                                 |
| Batterijvermogen (uur)   | 3G netwerk browsen            | 7,8                                 |
| Batterijvermogen (uur)   | Beltijd (2G)                  | 13,4                                |
| Batterijvermogen (uur)   | Beltijd (3G)                  | 10                                  |
| Batterijvermogen (uur)   | Beltijd (4G)                  | Geen 4G                             |
| Technologie              | Technologie                   | Lithium-ion                         |
| Camera                   | Camera                        | Lumia 530                           |
| Camera aan de voorzijde  | Apertuur                      | Geen Camera                         |
| Camera aan de voorzijde  | Megapixel                     | Geen Camera                         |
| Camera aan de voorzijde  | Videoresolutie                | Geen Camera                         |
| Hoofdcamera              | Autofocus                     | Nee                                 |
| Hoofdcamera              | Apertuur                      | ƒ/2,4                               |
| Hoofdcamera              | 35mm equivalent (mm)          | 28 mm                               |
| Hoofdcamera              | Megapixel                     | 5,0                                 |
| Hoofdcamera              | Sensorgrootte (inch)          | 1/4 (6,35 mm)                       |
| Hoofdcamera              | Videoresolutie                | FWVGA (480×864) in 30 fps           |
| Hoofdcamera              | Carl Zeiss Optics             | Nee                                 |
| Hoofdcamera              | Zoom                          | 1×                                  |
| Hoofdcamera              | Flits                         | Nee                                 |
| Hoofdcamera              | Optische beeldstabilisatie    | Nee                                 |
| Hoofdcamera              | Cameraknop                    | Nee                                 |
| Hoofdcamera              | Digital Negative image format | Nee                                 |
| Sensoren                 | Sensoren                      | Lumia 530                           |
| Windows Hello            | Vingerafdruk Scanner          | Nee                                 |
| Windows Hello            | Infrarood Iris Scanner        | Nee                                 |
| Microfoons               | Microfoons                    | 2                                   |
| Cortana                  | Cortana ondersteuning         | Ja                                  |
| Cortana                  | “Hey Cortana” oproep          | Via tweak                           |
| Accelerometer            | Accelerometer                 | Ja                                  |
| Omgevingslichtdetector   | Omgevingslichtdetector        | Nee                                 |
| Nabijheidssensor         | Nabijheidssensor              | Nee                                 |
| Magnetometer             | Magnetometer                  | Nee                                 |
| Gyroscoop                | Gyroscoop                     | Nee                                 |
| Barometer                | Barometer                     | Nee                                 |
| SensorCore               | SensorCore                    | Nee                                 |

### Modelvarianten
| Naam     | 530      | 530          | 530 DS   | 530 DS       |
| Model    | RM-1017  | RM-1018      | RM-1019  | RM-1020      |
| -------- | -------- | ------------ | -------- | ------------ |
| Regio    | Globaal  | Amerika      | Globaal  | Amerika      |
| 3G       | Band 1/8 | Band 1/2/5/8 | Band 1/8 | Band 1/2/5/8 |
| 4G       | Geen 4G  | Geen 4G      | Geen 4G  | Geen 4G      |
| NFC      | Nee      | Nee          | Nee      | Nee          |
| DTV      | Nee      | Nee          | Nee      | Nee          |
| Dual Sim | Nee      | Nee          | Ja       | Ja           |

## Opmerkingen
1. ↑  Windows 10 Mobile is vereist